# 板橋守邦
板橋守邦（いたばし もりくに、1929年11月7日 - 1994年1月26日）は、日本のジャーナリスト。

## 略歴
新潟県出身。新潟中学校卒業後、海軍兵学校78期。1953年東京大学文学部仏文科卒、毎日新聞社に入り、『エコノミスト』編集長、1979年論説委員。その後北海道女子短期大学教授を務め、64歳で死去。捕鯨史の著書などを著した。

## 著書
- 『北洋漁業の盛衰-大いなる回帰』東洋経済新報社 1983
- 『南氷洋捕鯨史』1987 中公新書
- 『繁栄の群像 戦後経済の奇跡をなしとげた経営者たち』有楽出版社 1988
- 『北の捕鯨記』北海道新聞社 道新選書 1989
- 『日本経済近代化の主役たち』1990 新潮選書
- 『北方領土と日本海経済圏』東洋経済新報社 1991
- 『屈折した北海道の工業開発 戦前の三井物産と北炭・日鋼』北海道新聞社 1992

### 共著
- 『再び円切上げ その時期・幅・影響』中尾光昭共著 毎日新聞社 1972

## 論文
- <板橋守邦